# Sport i London
Sport i London

## Olympiska spel
London har varit hem för tre OS: Olympiska sommarspelen 1908, Olympiska sommarspelen 1948 och Olympiska sommarspelen 2012. Staden var även arrangör för Brittiska imperiespelen 1934.

## Basket
London Capital och London Leopards spelar i högsta ligan i landet och näst högsta spelar London United.

## Cykel
År 2007 startade hela Tour de France, trots namnet, med en prolog i centrala London.

## Cricket
London har två legendariska arenor för cricket, Lords (hemmaplan för Middlesex och Marylebone Cricket Club) och The Oval (hemmaplan för Surrey County Cricket Club). Bägge är spelplatser för de återkommande testseriematcherna mot andra landslag.

## Fotboll
Fotboll är den populäraste publiksporten i London, som är hem för ett antal ledande fotbollsklubbar, såsom Tottenham Hotspur, Arsenal, Chelsea, Fulham och West Ham United. Bortsett från Arsenal har Londonklubbarna inte vunnit lika många troféer som lagen från nordvästra England, Liverpool och Manchester United, men på senare år har även Chelsea, i konkurrens med framförallt Manchester United, etablerat sig som de ledande klubbarna. Det klassiska Londonderbyt är, trots Chelseas framgångar, derbyt i norra London mellan Arsenal och Tottenham Hotspur.
London var en av de sju arrangörsstäderna för fotbolls-VM 1966 och en av de åtta för europamästerskapet i fotboll 1996; finalerna vid dessa mästerskap spelades i London på  Wembley. Den europeiska mästarcupfinalen har spelats i London på Wembley 1968, 1978 och 1992, UEFA Champions League-finalen 2011 och 2013.

## Tennis
I London spelas varje år Wimbledonmästerskapen, vilken är en av de fyra stora tennisturneringarna i världen.
Här spelas även ATP-slutspelet sedan 2009 i november på O2-arenan och ATP-turneringen Queen's Club Championships på gräs veckan innan Wimbledonmästerskapen.

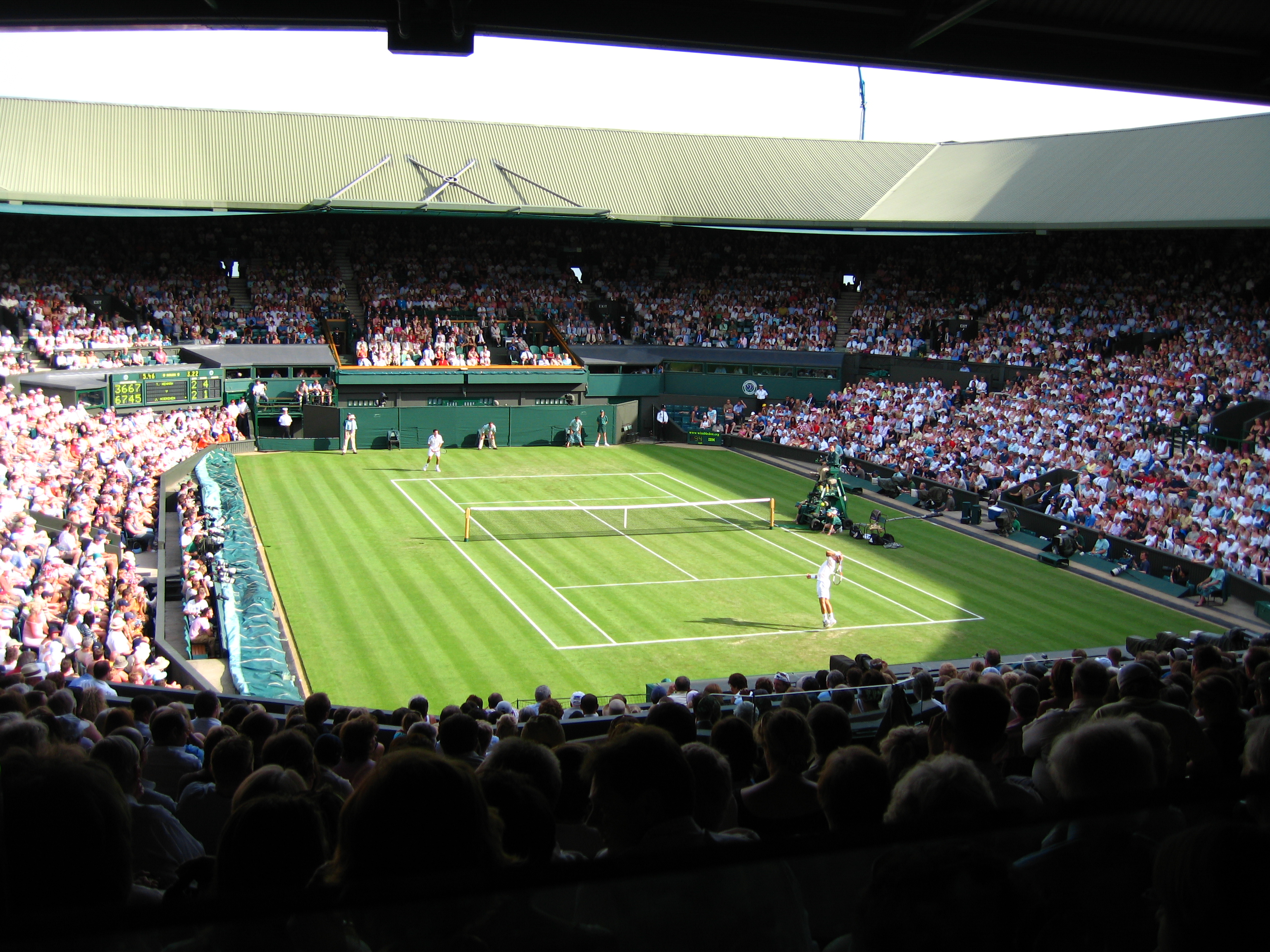
Wimbledons Centre Court 2005.

## Rugby
Rugby union är en stor publikidrott, speciellt i medelklassförstäderna norr och väster om city. Twickenham är det engelska landslagets hem och London har tre av 12 klubbar i den högsta ligan. London har också ett lag i den högsta Rugby league-serien (Super League), London Broncos. Detta är dock till stor del av kommersiella skäl.

## Rodd
Oxfords Universitet och Cambridges universitet tävlar i det klassiska The Boat Race på Themsen mellan Putney och Mortlake.

## Friidrott
Vid Londons Olympiastadion hölls Världsmästerskapen i friidrott 2017.

### Fotnoter
1. ↑  ”Olympic Games | Winter Summer Past and Future Olympics” (på engelska). International Olympic Committee. 19 december 2019. https://www.olympic.org/olympic-games. Läst 25 mars 2020.
2. ↑  ”Schweiz tog gula tröjan”. Dagens nyheter. 8 juli 2007. http://www.dn.se/arkiv/sport/schweiz-tog-gula-trojan/. Läst 19 november 2016.
3. ↑  UEFA.com. ”Barcelona-Man. United 2011 History | UEFA Champions League” (på engelska). UEFA.com. https://www.uefa.com/uefachampionsleague/match/2003352--barcelona-vs-man-united/?iv=true&iv=true. Läst 25 mars 2020.
4. ↑  UEFA.com. ”Dortmund-Bayern 2013 History | UEFA Champions League” (på engelska). UEFA.com. https://www.uefa.com/uefachampionsleague/match/2009612--dortmund-vs-bayern/?iv=true. Läst 25 mars 2020.